# أولاد حمودة (سيدي أتيجي)
أولاد حمودة هي إحدى مشيخات المملكة المغربية، تتبع جغرافيا لإقليم آسفي وإداريًا لسيدي أتيجي. يقدر عدد سكانها بـ 7538 نسمة حسب الإحصاء الرسمي للسكان والسكنى لسنة 2004.